# Manuel Costa e Silva
Manuel Costa e Silva (Lisboa, 19 de Março de 1938 – Lisboa, 26 de Janeiro de 1999), português conhecido como director de fotografia de cinema,  dedicou-se também à prática de realização de filmes. É autor de alguns livros de carácter didáctico sobre cinema e de iniciativas culturais de divulgação de obras cinematográficas.

## Biografia
Concluiu em Portugal o ensino secundário e depois foi para a Austrália (1957) onde frequentou um curso de engenharia mecânica. Mudou-se para Paris em 1959, inscrevendo-se como aluno na escola oficial de cinema, o IDHEC. Obteve uma bolsa do Fundo de Cinema – organismo criado pelo Estado Novo, destinado a financiar o cinema português – o que lhe permitiu prosseguir os estudos em França.
Inicia a actividade profissional no cinema como operador de câmara, fazendo vários trabalhos de reportagem. Prossegue a sua actividade profissional como assistente de imagem e torna-se depois director de fotografia. Começa como operador de câmara, na reportagem. Seguidamente trabalha como primeiro assistente de imagem e mais tarde como director de fotografia. Entre 1963 e 1964 é assistente de realização em três filmes realizados na Suécia. De volta a Portugal, trabalha nas empresas Tobis Portuguesa, Média Filmes, Unifilme e na cooperativa Centro Português de Cinema, sendo um dos seus fundadores. Escreve artigos (1962-1965) para revistas especializadas como Filme, Celulóide, Plano e para a revista sueca Chaplin. Desenvolve também a sua actividade profissional como assistente de produção, assistente de realização, director de produção e como produtor executivo.
É bolseiro da Fundação Calouste Gulbenkian em 1967 para fazer uma visita de estudo aos E.U.A. a fim de adquirir conhecimentos sobre  técnicas de cinema e visitar estúdios e laboratórios. Entre 1969 e  1974 dirige a Secção de Cinema e os Serviços de Produção do Instituto de Tecnologia Educativa. Integra a direcção do Festival Internacional de Cinema de Tróia (1985-86) e lecciona como professor de fotografia no Conservatório Nacional (Escola Superior de Teatro e Cinema). Durante vários anos é responsável pelos Encontros Internacionais do Cinema Documental, no Centro Cultural da Malaposta.[carece de fontes?]

## Filmografia

### Como director de fotografia

#### Longas-metragens
- 1972 – Uma Abelha na Chuva de Fernando Lopes
- 1974 – Sofia e a Educação Sexual de Eduardo Geada
- 1974 – O Mal Amado de Fernando Matos Silva
- 1975 - As Armas e o Povo - colectivo
- 1978 – Nós por Cá Todos Bem de Fernando Lopes
- 1978 – Amor de Perdição de Manoel de Oliveira
- 1980 – A Santa Aliança de Eduardo Geada
- 1981 – O Banqueiro Anarquista de Eduardo Geada
- 1983 – Mãe Genoveva de Lauro António
- 1983 – Paisagem sem Barcos de Lauro António
- 1984 - Crónica dos Bons Malandros de Fernando Lopes
- 1984 – A Bela e a Rosa de Lauro António
- 1985 – A Moura Encantada de Manuel Costa e Silva
- 1985 – O Barão de Altamira de Artur Semedo
- 1986 – Repórter X de José Nascimento
- 1986 – Saudades para Dona Genciana de Eduardo Geada
- 1988 – Mensagem de Luís Vidal Lopes
- 1989 – Um Crime de Luxo de Artur Semedo
- 1989 – Relação Fiel e Verdadeira de Margarida Gil
- 1991 – Nuvem de Ana Luísa Guimarães
- 1992 – Retrato de Família de Luís Galvão Teles
- 1992 – Solo de Violino de Monique Rutler
- 1993 – Chá Forte com Limão de António de Macedo
- 1996 – Guilege, o Corredor da Morte de Manuel Tomás
- 1996 – Polícias (em série TV)
- 1998 – Gérard, Fotógrafo de Fernando Lopes

#### Curtas e médias-metragens
- 1965 – Catembe de Faria de Almeida
- 1966 – Se Deus Quiser de Fernando Lopes
- 1967 – Hoje, Estreia de Fernando Lopes
- 1968 – Por um Fio…  de Fernando Matos Silva
- 1969 – The Pearl of the Atlantic de José Fonseca e Costa
- 1972 – Era Uma Vez… de Fernando Lopes
- 1974 – O Direito à Cidade de Eduardo Geada
- 1975 – O Encoberto de Fernando Lopes
- 1976 – Hoje, Estreia de Fernando Lopes
- 1976 – Cantigamente Nº5 de José Ernesto de Sousa (em Cantigamente, série TV)
- 1978 – Os Dois Soldados de João César Monteiro
- 1979 – O Rico e o Pobre de João César Monteiro
- 1979 – O Amor das Três Romãs de João César Monteiro
- 1980 – Mariana Alcoforado de Eduardo Geada
- 1983 – Pôr do Sol no Areeiro de Eduardo Geada
- 1983 – Impossível Evasão de Eduardo Geada
- 1983 – Casino Oceano de Lauro António
- 1983 – Guilege, o Corredor da Morte de Cristina Hauser
- 1983 – Junqueira de Cristina Hauser
- 1983 – O Homem Que Não Sabe Escrever de Eduardo Geada
- 1984 – Ritual dos Pequenos Vampiros de Eduardo Geada
- 1988 – Longe de Lauro António
- 1992 – Ladrão que rouba a anão tem cem anos de prisão de Jorge Paixão da Costa
- 1995 – Fernando Pessoa de Isabel Calpe
- 1996 – Guilege, o Corredor da Morte de Manuel Tomás
- 1996 – Polícias (3 episódios TV)
- 1998 – Conto de Natal de Lauro António
- 1998 – Lissabon Wuppertal Lisboa de Fernando Lopes

### Como realizador
- 1970 – A Escola Técnica de Enfermeiras
- 1970 – Um Caso de Agricultura de Grupo
- 1970 – A Grande Roda
- 1971 – A Passagem
- 1973 – Festa, Trabalho e Pão em Grijó de Parada
- 1975 – Eleições 75
- 1978 – Junho no Alto Alentejo, ARCA filmes (longa-metragem)
- 1985 – Moura Encantada (longa-metragem)
- 1996 – O Regresso do Homem Que Não Gostava de Sair de Casa
- 1996 – Madina do Boé